# Traktat o łuskaniu fasoli
Traktat o łuskaniu fasoli – powieść Wiesława Myśliwskiego, wydana w 2006 przez Społeczny Instytut Wydawniczy „Znak”. Autor za tę powieść został uhonorowany m.in. w 2007 Literacką Nagrodą Nike oraz Nagrodą Literacką Gdynia.